# Fort Scott, Kansas
Fort Scott là một thành phố thuộc quận Bourbon, tiểu bang Kansas, Hoa Kỳ. Năm 2010, dân số của xã này là 8087 người.

## Dân số
Dân số các năm:
- Năm 2000: 8297 người
- Năm 2010: 8087 người